# باول إيفانز
باول إيفانز (بالإنجليزية: Paul Evans)‏ (28 ديسمبر 1973 في جنوب أفريقيا - ) هو لاعب كرة قدم جنوب أفريقي في مركز حراسة المرمى. شارك مع منتخب جنوب أفريقيا تحت 23 سنة لكرة القدم ومنتخب جنوب أفريقيا لكرة القدم. أما مع النوادي، فقد لعب مع برادفورد سيتي وبيدفيست ويتس وروشدين ودايموندز وسوبر سبورت يونايتد وشيفيلد وينزداي وكريستال بالاس وليدز يونايتد وماميلودي صن داونز ونادي بالا تاون وهدرسفيلد تاون ونادي جومو كوزموز ونادي باث سيتي.

## وصلات خارجية
- باول إيفانز على موقع قاعدة بيانات كرة القدم.إي يو (الإنجليزية)
- باول إيفانز على موقع Soccerbase.com (لاعب) (الإنجليزية)